# 室井慎次 敗れざる者
『室井慎次 敗れざる者』（むろいしんじ やぶれざるもの、英題: NOT DEFEATED）は、『踊る大捜査線』シリーズのスピンオフ映画。2024年10月11日に『THE ODORU LEGEND CONTINUES』として公開された。

## 概要
1997年から2012年にかけて制作されたフジテレビ系列のテレビドラマ及びその劇場版映画作品である『踊る大捜査線』シリーズで柳葉敏郎が演じる人気キャラクター・室井慎次を主人公に描く映画2部作の前編。
事実上の前作にあたる『踊る大捜査線 THE FINAL 新たなる希望』から12年ぶりのシリーズ復活となった。また室井を主人公とする作品は2005年公開の『容疑者 室井慎次』以来19年ぶりとなる。
本作では新規キャストに加え、筧利夫・真矢ミキ・升毅・甲本雅裕・遠山俊也らといったかつて『踊る』シリーズでレギュラーを務めた俳優が複数出演している。そして、『踊る』シリーズと世界観を共有している『警視庁捜査資料管理室 (仮)』シリーズの主人公を演じた赤ペン瀧川が同役で出演している。
またエンドロールでは、編集技師として『踊る』シリーズの制作に長年携わり2024年4月25日に死去した田口拓也への追悼として『田口拓也さんの思い出とともに』の文字が挿入されている。
後編は『室井慎次 生き続ける者』で、2024年11月15日に公開された。

## ストーリー
青島俊作と「警察組織を変える」と約束した室井慎次は、警察庁組織改革推進委員会の委員長を5年間務めた。しかし、組織を変えることはできず、警察庁長官補佐である坂村正之から委員会の解散を告げられる。室井は警察庁長官官房審議官の沖田仁美から秋田県警本部長のポストを提示されるが、辞退し、定年前に警察を去った。その後、室井は地元秋田の山奥にある三ツ池のほとりの民家へ移住。地元住民の石津百男や長部音松らと打ち解けられないまま、3年前に母親を殺害された高校生の森貴仁（タカ）と、父親が犯罪者である柳町凛久（リク）を引き取り、里親として生活を始めていた。
ある日、三ツ池の一部の草花が不自然に枯れ、異臭もすることから、北大仙署地域課の警官・乃木真守に調査を依頼する。そこを掘り返すと、腐乱死体と洋梨が地中に埋まっていた。その死体の調査のため、警視庁と秋田県警は合同捜査を開始し、室井は捜査一課の刑事となった緒方薫と再会する。捜査が進むにつれ、死体の正体は「レインボーブリッジ事件」の犯人グループの一員、瀬川吉雄だと判明する。瀬川はレインボーブリッジ事件後18年間服役し、出所後も同じグループで特殊詐欺を繰り返していた。
そんな中、室井は家の離れで倒れている少女を発見する。室井やリク、タカは彼女を看病し、少女はすぐに回復し、共に生活するようになる。だが、室井はある種の違和感を覚える。そこで室井は、捜査資料管理センターの明石幸男に連絡を取り、彼女の身元調査を依頼する。彼女の名前は日向杏。室井がかつて関わった凶悪殺人事件の犯人、日向真奈美の娘であった。真奈美は14年前に獄中出産しており、その事実は隠蔽されていた。そして杏はタカとリクに「室井さんに殴られた」と嘘をつき、二人を不安に陥れる。
またある日、新人弁護士の奈良育美が訪ねてくる。彼女は、タカの母、森麻絵を殺害した犯人の弁護を担当しており、タカに犯人にとって有利な証言を求めてきた。タカは室井と共に、拘置所へ犯人と面会に向かう。そこで、刑務官となった森下孝治とも再会する。森下の立ち会いのもと、タカと室井は井戸川伸と対峙する。タカは井戸川に対し、自身と母が暴力団員と共同生活を送っていた過去を語り、井戸川は言葉を失う。その後、犯人は罪を認め、奈良はタカと室井に対する自身の態度を謝罪する。
帰宅すると、室井は自身が辞退した秋田県警本部長となった新城賢太郎から高級料亭へ強引に呼び出され、捜査協力を要請される。しかし、新城に主導権を握られた状況での回答を避けた室井の提案により、両者は室井の家に戻り、酒を酌み交わす。
翌日、室井が捜査本部を訪れると、捜査一課の刑事・桜章太郎が興奮した様子で室井に声をかける。一方、その頃、リクの父親である柳町明楽が出所する。室井が帰宅し、離れにいるリクを迎えに行くと、自宅の隣の小屋が警察官時代に着ていた制服などと共に炎上しているのだった。

## 登場人物
室井家
- 室井慎次（元警察庁長官官房審議官交通局担当）：柳葉敏郎
- 日向杏（日向真奈美の娘）：福本莉子
- 森貴仁（タカ）：齋藤潤
- 柳町凛久（リク）：前山くうが・前山こうが(ダブルキャスト)
- シンペイ（室井家の秋田犬）：緋菜・千尋（ダブルキャスト）

警視庁
- 桜章太郎（警視庁刑事部捜査一課）：松下洸平
- 緒方薫（警視庁刑事部捜査一課）：甲本雅裕
- 仁狩英明（警視庁刑事部捜査一課管理官）：西村直人
- 明石幸男（警視庁捜査資料管理センター）：赤ペン瀧川
- 捜査員（捜査一課）：松村優

秋田県警
- 乃木真守（秋田県警察北大仙署地域課）：矢本悠馬
- 新城賢太郎（秋田県警察本部長）：筧利夫
- 三波行（秋田県警察本部・捜査一課）：平島厚志
- 警察官（乃木の同僚）：藤田真澄

警察庁
- 坂村正之（警察庁長官補佐）：升毅
- 沖田仁美（警察庁長官官房審議官）：真矢ミキ

里子達に関わる人物
- 奈良育美（弁護士）：生駒里奈
- 大川紗耶香（タカの同級生）：丹生明里
- 端野則次（児童相談所職員）：松本岳
- 森麻絵（タカの母、故人）：佐々木希
- 柳町明楽（リクの父）：加藤浩次
- 松木敬子（児童相談所職員）：稲森いずみ
- 井戸川伸（タカの母親殺害の犯人）：木村知貴
- タカの同級生：佐藤雄大、若尾颯太
- 紗耶香の友人：野口千優、熊倉媛子
- タカの担任教師：宮武真央

街の人々
- 石津紀子（牧場経営者）：飯島直子
- 石津百男（牧場経営者）：小沢仁志
- 長部音松（地区長）：木場勝己
- 市毛きぬ（商店経営者）：いしだあゆみ
- 犬を連れた男：渡部直也

秋田刑務所
- 森下孝治（秋田刑務所・看守部長）：遠山俊也
- 刑務官：錦笑亭満堂

その他
- ラジオパーソナリティの声、料亭の女将：相場詩織
- ラジオパーソナリティの声、商店の客：シャバ駄馬男
- ラジオパーソナリティの声、商店の客：バリトン伊藤
- ラジオパーソナリティの声：笠井信輔
- 役名不詳 - 石澤友規、守敦也、森本竜馬、曽我一耀、斉木としや、たべひろのぶ

過去事件の関係者
- 国見昇 - マギー（ノンクレジット、写真出演）
- 高橋健三 - 入江雅人（ノンクレジット、写真出演）
- 三島龍也 - 森下能幸（ノンクレジット、写真出演）
- 中島高志 - 木村靖司（ノンクレジット、写真出演）
- 瀬川吉雄 - 三宅弘城（ノンクレジット、写真出演）

室井の過去に関わる人物
- 青島俊作 （警視庁刑事部捜査支援分析センター）- 織田裕二（ノンクレジット、ライブラリ出演）
- 恩田すみれ - 深津絵里（ノンクレジット、ライブラリ出演）
- 真下雪乃 - 水野美紀（ノンクレジット、ライブラリ出演）
- 和久平八郎 - いかりや長介（ノンクレジット、ライブラリ出演）
- 真下正義 - ユースケ・サンタマリア（ノンクレジット、ライブラリ出演）
- 魚住二郎 - 佐戸井けん太（ノンクレジット、ライブラリ出演）
- 神田総一朗 - 北村総一朗（ノンクレジット、ライブラリ出演）
- 秋山晴海 - 斉藤暁（ノンクレジット、ライブラリ出演）
- 袴田健吾 - 小野武彦（ノンクレジット、ライブラリ出演）
- 中西修 - 小林すすむ（ノンクレジット、ライブラリ出演）
- 栗山孝治 - 川野直輝（ノンクレジット、ライブラリ出演）
- 小池茂 - 小泉孝太郎（ノンクレジット、ライブラリ出演）
- 小原久美子 - 田中麗奈（ノンクレジット、ライブラリ出演）
- 日向真奈美 - 小泉今日子（ノンクレジット、ライブラリ出演）
- 安西昭次 - 保阪尚希（ノンクレジット、ライブラリ出演）
- 深見哲也 - 橋龍吾（ノンクレジット、ライブラリ出演）
- 奥井弁護士 - 真実一路（ノンクレジット、ライブラリ出演）

## スタッフ
- 監督：本広克行
- 脚本：君塚良一
- 製作：亀山千広、矢延隆生、小川泰、市川南
- 製作総指揮：臼井裕詞
- プロデューサー：根本圭、上原寿一、古郡真也
- 音楽：武部聡志
- シリーズ音楽：松本晃彦
- 撮影：川越一成
- 照明：加瀬弘行、木村伸
- 録音：武進
- 美術：相馬直樹、吉本幸人
- 編集：岸野由佳子
- 美術プロデューサー：福田のり
- 装飾：田中宏
- 衣裳統括：岡田敦之
- ヘアメイク：丸谷亜由美
- VFXスーパーバイザー：高栁優斗
- 記録：赤星元子
- 選曲：藤村義孝
- 音響効果：大河原将
- 宣伝プロデューサー：江上智彦
- アソシエイトプロデューサー：大坪加奈
- 監督補：三橋利行
- 助監督：尾﨑隼樹
- 制作担当：武田旭弘
- 製作：フジテレビジョン、BSフジ、東宝
- 制作プロダクション：FILM
- 配給：東宝

## 製作

### キャスティング
大川紗耶香役で出演する丹生明里のキャスティングの経緯は、『有吉ぃぃeeeee!そうだ!今からお前んチでゲームしない?』（テレビ東京）に丹生がゲスト出演していた回を脚本の君塚良一とプロデューサーの亀山千広が観ていて、丹生が『フォートナイト』をプレイする姿が面白く、紗耶香役を誰にしようかと決めた時に丹生の名前が出たという。また、本広克行監督も撮影に接し「すごい逸材だなと思いました」などと丹生の才能を絶賛している。
乃木真守役で出演する矢本悠馬もまた、『千鳥のクセスゴ!』(フジテレビ)に矢本がゲスト出演した回(2024年1月14日放送回)をプロデューサーの亀山が観たのをキッカケに、オファーされた。矢本に合わせて、脚本の役柄も書き換えられたという。

### 撮影
撮影は2024年2月から6月にかけて、柳葉の故郷である秋田県大仙市をはじめ、仙北市田沢湖、新潟県十日町市、千葉県柏市などで行われた。

### エピソード
下記参照　映画『室井慎次　敗れざる者/生き続ける者　シナリオ・ガイドブック』より
- 室井が作中で利用している愛車は日産のダットサントラック。ナンバーは、「22-94」で『つづくよ』の語呂合わせである。これは、『後編（『生き続ける者』）へ続く』や『室井の思いが受け継がれてゆく』などの色々な思いが込められている。
- 作中に登場する『なまはげチョコ』は秋田限定で実際に販売されているご当地商品である。
- 市毛商店は、実際にある個人商店を借りて撮影した。後日編集スタッフの実家である事が判明した。
- タカが通う高校は、柳葉の母校で撮影された。

## 関連商品

### CD
- 『室井慎次　敗れざる者』&『室井慎次　生き続ける者』 (オリジナル・サウンドトラック) 2024年11月13日発売
- 『室井慎次　敗れざる者』&『室井慎次　生き続ける者』 (オリジナル・サウンドトラック)(2枚組) 2024年12月4日発売

### DVD / Blu-ray
- DVD / Blu-ray 2025年5月14日発売